# Xã Fairfield, Quận Russell, Kansas
Xã Fairfield (tiếng Anh: Fairfield Township) là một xã thuộc quận Russell, tiểu bang Kansas, Hoa Kỳ. Năm 2010, dân số của xã này là 31 người.